# Guineys
Michael Guiney's Ltd, beter bekend onder de naam Guiney's, is een keten van Ierse warenhuizen opgericht in juni 1971. De keten is gespecialiseerd in huishoudelijke artikelen, herenkleding, dameskleding en kinderkleding. De keten heeft 11 winkels in Ierland, gevestigd in Dublin, Limerick, Waterford, Castlebar, Tralee, Cork, Clonmel, Mullingar en Kilkenny. In december 2018 werd een winkel in Noord-Ierland geopend, op Castle Place in het centrum van Belfast. Het staat erom bekend dat de twee winkels in Dublin bijna in het zicht van elkaar liggen: een in de North Earl Street en een in de Talbot Street, twee straten die direct in elkaar overlopen, bij O'Connell Street.

## Geschiedenis
Michael Guiney kwam uit Limerick en werkte voor zijn oom Denis Guiney als inkoper van huishoudelijke artikelen en meubels bij warenhuis Clerys, voordat hij in 1971 zijn eigen winkel in Dublin oprichtte onder de naam Guineys. Jarenlang waren er drie winkels in Dublin's Talbot Street met de naam Guiney in de naam. Naast de twee winkels van Michael was er Guineys & Co op Talbot Street, 79-80 opgezet door Clerys / Denis Guiney en in bedrijf tot 2012.
Tot 1992 waren de winkels in Dublin de enige, totdat in 1992 een filiaal in Cork werd geopend. Daarna volgden vestigingen in Tralee en Waterford (2004).
De winkel in Limerick werd eind 2004 geopend als ankerhuurder van de lang leegstaande Williamscourt Mall aan William Street was. De winkel in Castlebar werd in december 2008 geopend. In december 2013 werd een winkel geopend in Clonmel. Guiney's lanceerde in 2012 een webshop die levert in Ierland. De winkels in Mullingar en Kilkenny werden in 2015 geopend. De winkel die in december 2018 werd geopend op Castle Place in het centrum van Belfast was de eerste Guiney's in Ulster en is gevestigd in een pand van 21.000 m² waarin tot augustus 2016 een filiaal van BHS (British Home Stores) gevestigd was.

## Winkels
Anno 2022 heeft Guineys twaalf winkels in Leinster, Munster, Connacht en Ulster, waarvan twee in Dublin.
- Guineys Belfast
- Guiney's Castlebar
- Guiney's Clonmel
- Guineys Dublin (North Earl Street en Talbot Street)
- Guineys Dundalk
- Michael Guineys Cork
- Guineys Kilkenny
- Guiney's Limerick
- Guiney's Mullingar
- Guiney's Tralee
- Guineys Waterford